# STS-63
STS-63 — космический полёт МТКК «Дискавери» по программе «Спейс Шаттл».

## Экипаж
- НАСА: Уэзерби, Джеймс Доналд (3)[1] — командир;
- НАСА: Коллинз, Айлин Мари (1) — пилот;
- НАСА: Фоул, Колин Майкл (3) — специалист по программе полёта
- НАСА: Восс, Дженис Элейн (2) — специалист по программе полёта
- НАСА: Харрис, Бернард (2) — специалист по программе полёта;
- (ФКА): Титов, Владимир Георгиевич (3) — специалист по программе полёта.

## Дублёры
- Крикалёв, Сергей Константинович

## Цель полёта
Отработка манёвра сближения со станцией «Мир» (06.02.1995) до расстояния 11 метров (в 19:23:20).

Один из проведённых в ходе полета экспериментов — ODERACS-II

## Почётные гости

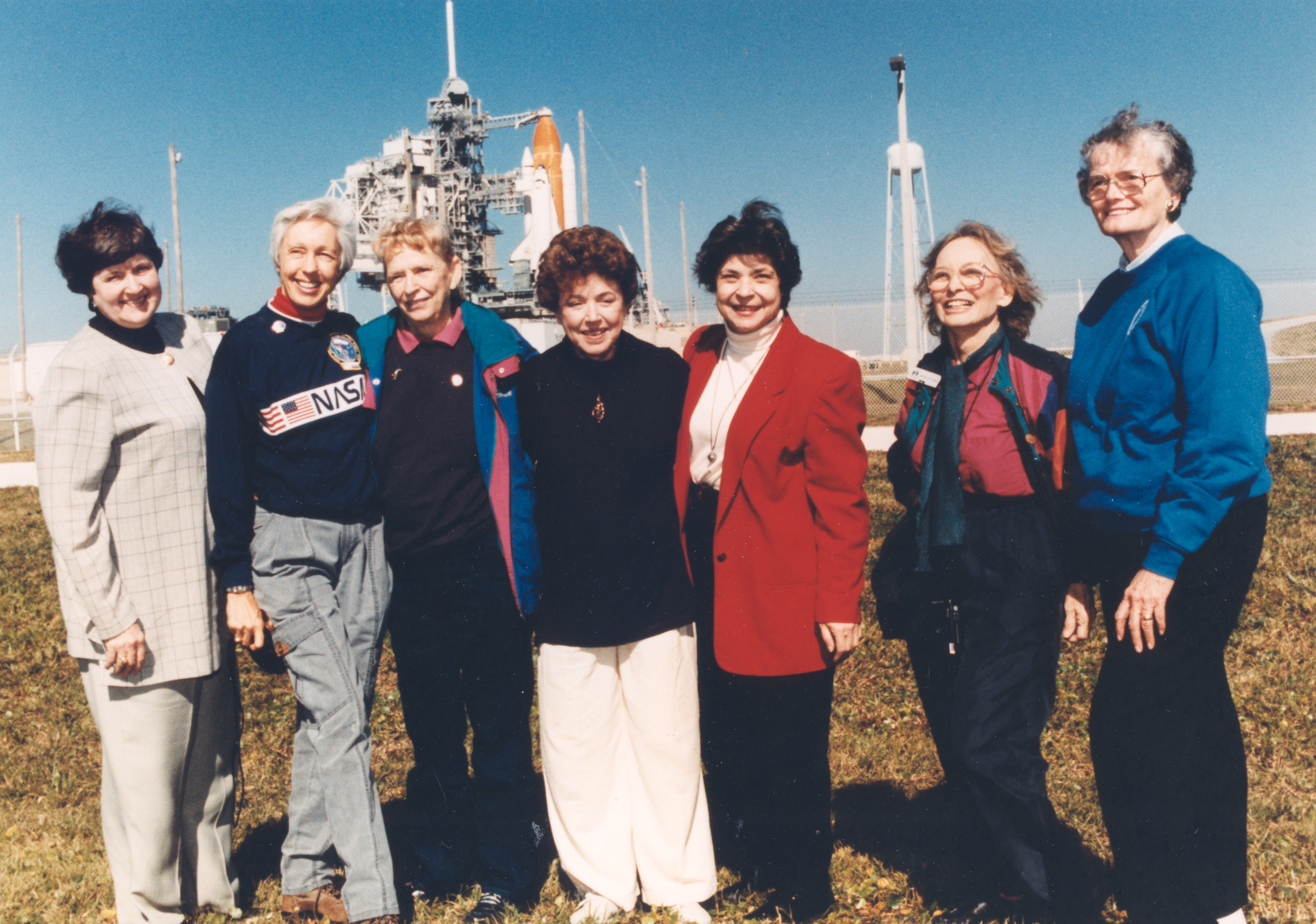
Семеро из «Меркурий 13» на старте STS-63 03.02.1995

Коллинз пригласила семерых из живущих участниц группы «Меркурий 13» присутствовать на её первом старте в космос — старте женщины-астронавта — STS-63 3 февраля 1995 года.